# Hereroa
Hereroa es un género con 38 especies de plantas suculentas perteneciente a la familia Aizoaceae.

## Descripción
Las especies del género Hereroa crece de forma compacta como hierba o de tipo arbustivo y alcanza alturas de hasta 20 centímetros o más, raramente. Sus hojas son de color verde claro a verde oscuro, a menudo gris verde o púrpura y está casi comprimido, ya sea en forma de cimitarra o forma de hoz. La superficie de la hoja es peluda y está cubierta de manchas oscuras.
Las flores aparecen en cimas o rara vez de forma individual. Los tallos de las flores son a menudo más largos que las hojas.Tiene cinco desiguales sépalos disponibles. Los pétalos son de color amarillo dorado o casi blanco.  Las flores se abren por la tarde o por la noche. El tiempo de floración es principalmente en el verano. Los frutos muy raros en cápsulas con  forma de embudo corto.  Los frutos contienen semillas de color marrón pálido.

## Taxonomía
El género fue descrito por Dinter & Schwantes y publicado en Zeitschrift für Sukkulentenkunde. Berlin 3: 15, 23. 1927. La especie tipo es: Hereroa puttkameriana (Dinter & A.Berger) Dinter & Schwantes
Etimología
Hereroa: nombre genérico otorgado en honor de los hereros, un pueblo nativo de Namibia.

## Especies
- Hereroa acuminata L.Bolus
- Hereroa aspera L.Bolus
- Hereroa brevifolia L.Bolus
- Hereroa calycina L.Bolus
- Hereroa carinans (Haw.) Dinter & Schwantes ex H.Jacobsen
- Hereroa concava L.Bolus
- Hereroa crassa L.Bolus
- Hereroa fimbriata L.Bolus
- Hereroa glenensis (N.E.Br.) L.Bolus
- Hereroa gracilis L.Bolus
- Hereroa granulata (N.E.Br.) Dinter & Schwantes
- Hereroa herrei Schwantes
- Hereroa hesperantha (Dinter & A.Berger) Dinter & Schwantes
- Hereroa incurva L.Bolus
- Hereroa joubertii L.Bolus
- Hereroa latipetala L.Bolus
- Hereroa muirii L.Bolus
- Hereroa nelii Schwantes
- Hereroa odorata (L.Bolus) L.Bolus
- Hereroa pallens L.Bolus
- Hereroa puttkameriana (Dinter & A.Berger) Dinter & Schwantes
- Hereroa rehneltiana (A.Berger) Dinter & Schwantes
- Hereroa stanfordiae L.Bolus
- Hereroa stenophylla L.Bolus
- Hereroa tenuifolia L.Bolus
- Hereroa teretifolia L.Bolus
- Hereroa willowmorensis L.Bolus
- Hereroa wilmaniae L.Bolus